# Kugsak-45
Kugsak-45 (celým názvem: Timersoqatigiiffik Kugsak-45 Qasigiannguit, novým pravopisem Kussak-45) je grónský sportovní klub, který sídlí ve městě Qasigiannguit. Založen byl v roce 1945, letopočet vzniku je i v klubovém emblému. Fotbalový oddíl se pravidelně účastní konečné fáze nejvyšší fotbalové soutěže v zemi. Jeho mužský oddíl je pak dvojnásobným mistrem Grónska z let 1995 a 2002. Své domácí zápasy odehrává na stadionu Qasigiannguit. Klubové barvy jsou černá a žlutá.
Mimo mužský fotbalový oddíl má sportovní klub i jiné oddíly, mj. oddíl ženského fotbalu.

## Získané trofeje
Zdroj: 
- Angutit Inersimasut GM ( 2x )
  - 1995, 2002

## Umístění v jednotlivých sezonách
Zdroj: 
Legenda: Z - zápasy, V - výhry, R - remízy, P - porážky, VG - vstřelené góly, OG - obdržené góly, +/- - rozdíl skóre, B - body, zlaté podbarvení - 1. místo, stříbrné podbarvení - 2. místo, bronzové podbarvení - 3. místo, červené podbarvení - sestup, zelené podbarvení - postup, fialové podbarvení - reorganizace, změna skupiny či soutěže
| Grónsko (1959 – ) |                                          |        |     |     |     |     |     |     |     |     |        |
| Sezóny            | Liga                                     | Úroveň | Z   | V   | R   | P   | VG  | OG  | +/- | B   | Pozice |
| 1959/60           | Grønlandturneringen                      | 1      | ... | ... | ... | ... | ... | ... | ... | ... |        |
| ...               |                                          |        |     |     |     |     |     |     |     |     |        |
| 1963/64           | Grønlandturneringen                      | 1      | ... | ... | ... | ... | ... | ... | ... | ... |        |
| ...               |                                          |        |     |     |     |     |     |     |     |     |        |
| 1985              | Angutit Inersimasut GM                   | 1      | ... | ... | ... | ... | ... | ... | ... | ... | 8.     |
| ...               |                                          |        |     |     |     |     |     |     |     |     |        |
| 1989              | Angutit Inersimasut GM – sk. B           | 1      | 3   | 1   | 0   | 2   | 3   | 9   | -6  | 2   | 3.     |
| 1990              | Angutit Inersimasut GM – sk. D           | 1      | 3   | 1   | 1   | 1   | 6   | 4   | +2  | 3   | 3.     |
| 1991              | Angutit Inersimasut GM – sk. Diskobugten | 1      | 6   | 3   | 0   | 3   | 13  | 8   | +5  | 6   | 4.     |
| ...               |                                          |        |     |     |     |     |     |     |     |     |        |
| 1993              | Angutit Inersimasut GM – sk. Diskobugten | 1      | 8   | 4   | 1   | 3   | 16  | 12  | +4  | 9   | 3.     |
| 1994              | Angutit Inersimasut GM – sk. B           | 1      | 2   | 0   | 2   | 0   | 5   | 5   | 0   | 2   | 2.     |
| 1995              | Angutit Inersimasut GM – sk. A           | 1      | 3   | 3   | 0   | 0   | 14  | 5   | +9  | 9   | 1.     |
| 1996              | Angutit Inersimasut GM – sk. B           | 1      | 3   | 2   | 0   | 1   | 8   | 6   | +2  | 6   | 2.     |
| 1997              | Angutit Inersimasut GM – sk. B           | 1      | 3   | 2   | 0   | 1   | 15  | 7   | +8  | 6   | 2.     |
| 1998              | Angutit Inersimasut GM – sk. B           | 1      | 3   | 2   | 0   | 1   | 9   | 3   | +6  | 6   | 2.     |
| 1999              | Angutit Inersimasut GM – sk. A           | 1      | 3   | 2   | 0   | 1   | 9   | 4   | +5  | 6   | 2.     |
| 2000              | Angutit Inersimasut GM – sk. B           | 1      | 3   | 2   | 0   | 1   | 11  | 5   | +6  | 6   | 1.     |
| 2001              | Angutit Inersimasut GM – sk. A           | 1      | 3   | 2   | 1   | 0   | 9   | 4   | +5  | 7   | 1.     |
| 2002              | Angutit Inersimasut GM – sk. B           | 1      | 3   | 3   | 0   | 0   | 7   | 3   | +4  | 9   | 1.     |
| 2003              | Angutit Inersimasut GM – sk. A           | 1      | 3   | 2   | 0   | 1   | 12  | 5   | +7  | 6   | 2.     |
| 2004              | Angutit Inersimasut GM – sk. B           | 1      | 3   | 3   | 0   | 0   | 7   | 2   | +5  | 9   | 1.     |
| ...               |                                          |        |     |     |     |     |     |     |     |     |        |
| 2007              | Angutit Inersimasut GM – sk. B           | 1      | 3   | 1   | 1   | 1   | 2   | 2   | 0   | 4   | 2.     |
| 2008              | Angutit Inersimasut GM – sk. A           | 1      | 3   | 0   | 1   | 2   | 3   | 5   | -2  | 1   | 4.     |
| ...               |                                          |        |     |     |     |     |     |     |     |     |        |
| 2010              | Angutit Inersimasut GM – sk. Diskobugten | 1      | 2   | 1   | 0   | 1   | 4   | 4   | 0   | 3   | 3.     |
| 2011              | Angutit Inersimasut GM – sk. A           | 1      | 4   | 1   | 2   | 1   | 10  | 5   | +5  | 5   | 3.     |
| 2012              | Angutit Inersimasut GM – sk. B           | 1      | 4   | 2   | 0   | 2   | 7   | 11  | -4  | 6   | 3.     |
| ...               |                                          |        |     |     |     |     |     |     |     |     |        |
| 2014              | Angutit Inersimasut GM – sk. Diskobugten | 1      | 4   | 2   | 0   | 2   | 10  | 8   | +2  | 6   | 3.     |
| 2015              | Angutit Inersimasut GM – sk. A           | 1      | 3   | 3   | 0   | 0   | 6   | 1   | +5  | 9   | 1.     |
| 2016              | Angutit Inersimasut GM – sk. Diskobugten | 1      | 3   | 1   | 1   | 1   | ... | ... | ... | 4   | 3.     |

Poznámky k fázím grónského mistrovství
- 1959/60: Klub došel do šestnáctifinále národního mistrovství, kde podlehl mužstvu Nagdlunguaq-48 poměrem 1:4.
- 1963/64: Klub došel do šestnáctifinále národního mistrovství, kde podlehl mužstvu KSP Qeqertarsuaq neznámým poměrem.
- 1985: Po třetím místě ve skupině se klub zúčastnil boje o sedmé místo, ve kterém podlehl mužstvu Umanak BK 68 poměrem 1:2.
- 1989: Výsledky v první fázi turnaje nejsou známy. Po vítězství ve druhé fázi (skupina Diskobugten) se klub probojoval do finální fáze celostátního turnaje. Ve skupině B se umístil na třetím místě, které zaručovalo pouze souboj o konečné páté místo v turnaji. V něm klub zvítězil nad mužstvem FC Malamuk poměrem 2:1.
- 1990: Klub se nezúčastnil první fáze, protože byl nasazen bez boje do druhé. V ní skončil na třetím nepostupovém místě ve skupině D.
- 1991: Výsledky v první fázi turnaje nejsou známy, zaručil si ovšem v této fázi postup do druhé fáze. V ní skončil na čtvrtém nepostupovém místě ve skupině Diskobugten.
- 1993: Výsledky v první fázi turnaje nejsou známy, zaručil si ovšem v této fázi postup do druhé fáze. V ní skončil na třetím nepostupovém místě ve skupině Diskobugten.
- 1994: Výsledky v první a druhé fázi turnaje nejsou známy, klub se ovšem probojoval do finální fáze celostátního turnaje. Ve skupině B se umístil na druhém místě, které zaručovalo místenku v semifinále (prohra s B-67 poměrem 0:1). Po prohře v semifinále se zúčastnil boje o třetí místo, ve kterém podlehl mužstvu Nuuk Idraetslag poměrem 1:4.
- 1995: Výsledky v první fázi turnaje nejsou známy. Po vítězství ve druhé fázi (skupina Diskobugten) se klub probojoval do finální fáze celostátního turnaje. Ve skupině A se umístil na prvním místě, které zaručovalo místenku v semifinále (výhra nad Siumut Amerdlok Kunuk poměrem 4:0). Po semifinálovém vítězství se klub zúčastnil finále o celkového mistra Grónska. V něm zvítězil nad mužstvem Kissaviarsuk-33 poměrem 4:2 a získal tak svůj první mistrovský titul.
- 1996: Výsledky v první a druhé fázi turnaje nejsou známy, klub se ovšem probojoval do finální fáze celostátního turnaje. Ve skupině B se umístil na druhém místě, které zaručovalo místenku v semifinále (výhra nad Nuuk Idraetslag poměrem 2:0). Po semifinálovém vítězství se klub zúčastnil finále o celkového mistra Grónska. V něm podlehl mužstvu B-67 poměrem 3:6 a obsadil tak celkové druhé místo.
- 1997: Výsledky v první a druhé fázi turnaje nejsou známy, klub se ovšem probojoval do finální fáze celostátního turnaje. Ve skupině A se umístil na druhém místě, které zaručovalo místenku v semifinále (prohra s Nuuk Idraetslag poměrem 0:2). Po prohře v semifinále se zúčastnil boje o třetí místo, ve kterém zvítězil nad mužstvem Kagssagssuk Maniitsoq poměrem 4:2.
- 1998: Výsledky v první a druhé fázi turnaje nejsou známy, klub se ovšem probojoval do finální fáze celostátního turnaje. Ve skupině B se umístil na druhém místě, které zaručovalo místenku v semifinále (prohra s Kissaviarsuk-33 poměrem 3:4). Po prohře v semifinále se zúčastnil boje o třetí místo, ve kterém podlehl mužstvu Narsaq-85 poměrem 3:5.
- 1999: Výsledky v první fázi turnaje nejsou známy. Po vítězství ve druhé fázi (skupina Nordgrønland) se klub probojoval do finální fáze celostátního turnaje. Ve skupině A se umístil na druhém místě, které zaručovalo místenku v semifinále (výhra nad Kissaviarsuk-33 poměrem 8:7 na penalty). Po semifinálovém vítězství se klub zúčastnil finále o celkového mistra Grónska. V něm podlehl mužstvu B-67 poměrem 1:3 a obsadil tak celkové druhé místo.
- 2000: Výsledky v první fázi turnaje nejsou známy. Po druhém místě ve druhé fázi (skupina Diskobugten) se klub probojoval do finální fáze celostátního turnaje. Ve skupině B se umístil na prvním místě, které zaručovalo místenku v semifinále (výhra nad Kissaviarsuk-33 poměrem 6:1). Po semifinálovém vítězství se klub zúčastnil finále o celkového mistra Grónska. V něm podlehl mužstvu Nagdlunguaq-48 poměrem 0:1 a obsadil tak celkové druhé místo.
- 2001: Výsledky v první fázi turnaje nejsou známy. Po vítězství ve druhé fázi (skupina Diskobugten) se klub probojoval do finální fáze celostátního turnaje. Ve skupině A se umístil na prvním místě, které zaručovalo místenku v semifinále (výhra nad Nuuk Idraetslag poměrem 7:1). Po semifinálovém vítězství se klub zúčastnil finále o celkového mistra Grónska. V něm podlehl mužstvu Nagdlunguaq-48 poměrem 1:2 a obsadil tak celkové druhé místo.
- 2002: Výsledky v první fázi turnaje nejsou známy. Po vítězství ve druhé fázi (skupina Diskobugten) se klub probojoval do finální fáze celostátního turnaje. Ve skupině B se umístil na prvním místě, které zaručovalo místenku v semifinále (výhra nad Narsaq-85 poměrem 4:2). Po semifinálovém vítězství se klub zúčastnil finále o celkového mistra Grónska. V něm zvítězil nad mužstvem B-67 poměrem 1:3 a získal tak svůj druhý mistrovský titul.
- 2003: Výsledky v první fázi turnaje nejsou známy. Po druhém místě ve druhé fázi (skupina Diskobugten) se klub probojoval do finální fáze celostátního turnaje. Ve skupině A se umístil na prvním místě, které zaručovalo místenku v semifinále (výhra nad B-67 poměrem 3:2). Po semifinálovém vítězství se klub zúčastnil finále o celkového mistra Grónska. V něm podlehl mužstvu Kissaviarsuk-33 poměrem 2:5 a obsadil tak celkové druhé místo.
- 2004: Výsledky v první a druhé fázi turnaje nejsou známy, klub se ovšem probojoval do finální fáze celostátního turnaje. Ve skupině B se umístil na prvním místě, které zaručovalo místenku v semifinále (prohra s B-67 poměrem 0:4). Po prohře v semifinále se zúčastnil boje o třetí místo, ve kterém podlehl mužstvu Nagdlunguaq-48 poměrem 3:4.
- 2007: Výsledky v první a druhé fázi turnaje nejsou známy, klub se ovšem probojoval do finální fáze celostátního turnaje. Ve skupině B se umístil na druhém místě, které zaručovalo místenku v semifinále (výhra nad TM-62 poměrem 2:0). Po semifinálovém vítězství se klub zúčastnil finále o celkového mistra Grónska. V něm podlehl mužstvu Nagdlunguaq-48 poměrem 0:2 a obsadil tak celkové druhé místo.
- 2008: Výsledky v první a druhé fázi turnaje nejsou známy, klub se ovšem probojoval do finální fáze celostátního turnaje. Ve skupině A se umístil na čtvrtém místě, které zaručovalo pouze souboj o konečné sedmé místo v turnaji. V něm klub zvítězil nad mužstvem Eqaluk-54 poměrem 3:1.
- 2010: Výsledky v první fázi turnaje nejsou známy, zaručil si ovšem v této fázi postup do druhé fáze. V ní skončil na třetím nepostupovém místě ve skupině Diskobugten.
- 2011: Výsledky v první fázi turnaje nejsou známy. Po druhém místě ve druhé fázi (skupina Diskobugten) se klub probojoval do finální fáze celostátního turnaje. Ve skupině A se umístil na třetím místě, které zaručovalo pouze souboj o konečné páté místo v turnaji. V něm klub zvítězil nad mužstvem Siumut Amerdlok Kunuk poměrem 4:3.
- 2012: Výsledky v první a druhé fázi turnaje nejsou známy, klub se ovšem probojoval do finální fáze celostátního turnaje. Ve skupině B se umístil na třetím místě.
- 2014: Výsledky v první fázi turnaje nejsou známy, zaručil si ovšem v této fázi postup do druhé fáze. V ní skončil na třetím nepostupovém místě ve skupině Diskobugten.
- 2015: Výsledky v první a druhé fázi turnaje nejsou známy, klub se ovšem probojoval do finální fáze celostátního turnaje. Ve skupině A se umístil na prvním místě, které zaručovalo místenku v semifinále (prohra s Inuit Timersoqatigiiffiat-79 poměrem 0:2). Po prohře v semifinále se zúčastnil boje o třetí místo, ve kterém podlehl mužstvu G-44 Qeqertarsuaq poměrem 0:4.
- 2016: Výsledky v první fázi turnaje nejsou známy, zaručil si ovšem v této fázi postup do druhé fáze. V ní skončil na třetím nepostupovém místě ve skupině Diskobugten.